# Ponte Adolfo
Il Ponte Adolfo (in francese Pont Adolphe, in lussemburghese Adolphe-Bréck, in tedesco Adolphe-Brücke) è un ponte della città di Lussemburgo in Lussemburgo.

## Storia
In seguito allo smantellamento della fortezza di Lussemburgo secondo i termini del Trattato di Londra nel 1867, l'area dall'altra parte della valle della Pétrusse, dove già dal 1859 si trovava la stazione ferroviaria, conobbe un forte sviluppo edilizio. L'unico collegamento tra quest'area e il nucleo storico della città di Lussemburgo, la Ville-Haute, era la Passerella, un vecchio viadotto risalente al periodo della fortezza. Con la sua larghezza di 5,50 metri presto questa non fu più sufficiente per le esigenze del traffico.
Per questo motivo, nel 1896 il Governo Granducale chiese all'amministrazione dei Lavori Pubblici di elaborare dei piani per un nuovo viadotto sulla Pétrusse, e un primo progetto venne elaborato sotto la direzione dell'ingegnere capo Albert Rodange. Questo progetto già prevedeva l'asse del Boulevard Royal come collocazione del nuovo ponte. Tuttavia, date le grandi dimensioni dell'opera, il governo giudicò in seguito necessario richiedere la collaborazione di un esperto straniero con esperienza in progetti di questo tipo. Venne così ingaggiato l'ingegnere francese Paul Séjourné, già progettista di viadotti simili nel sud della Francia.
La posa della prima pietra avvenne il 14 luglio 1900. Il ponte venne quindi inaugurato tre anni più tardi, il 24 luglio 1903. Venne intitolato al granduca Adolfo di Lussemburgo.

## Descrizione
Il ponte è realizzato in pietra e laterizio, e presenta tre campate.

## Galleria d'immagini

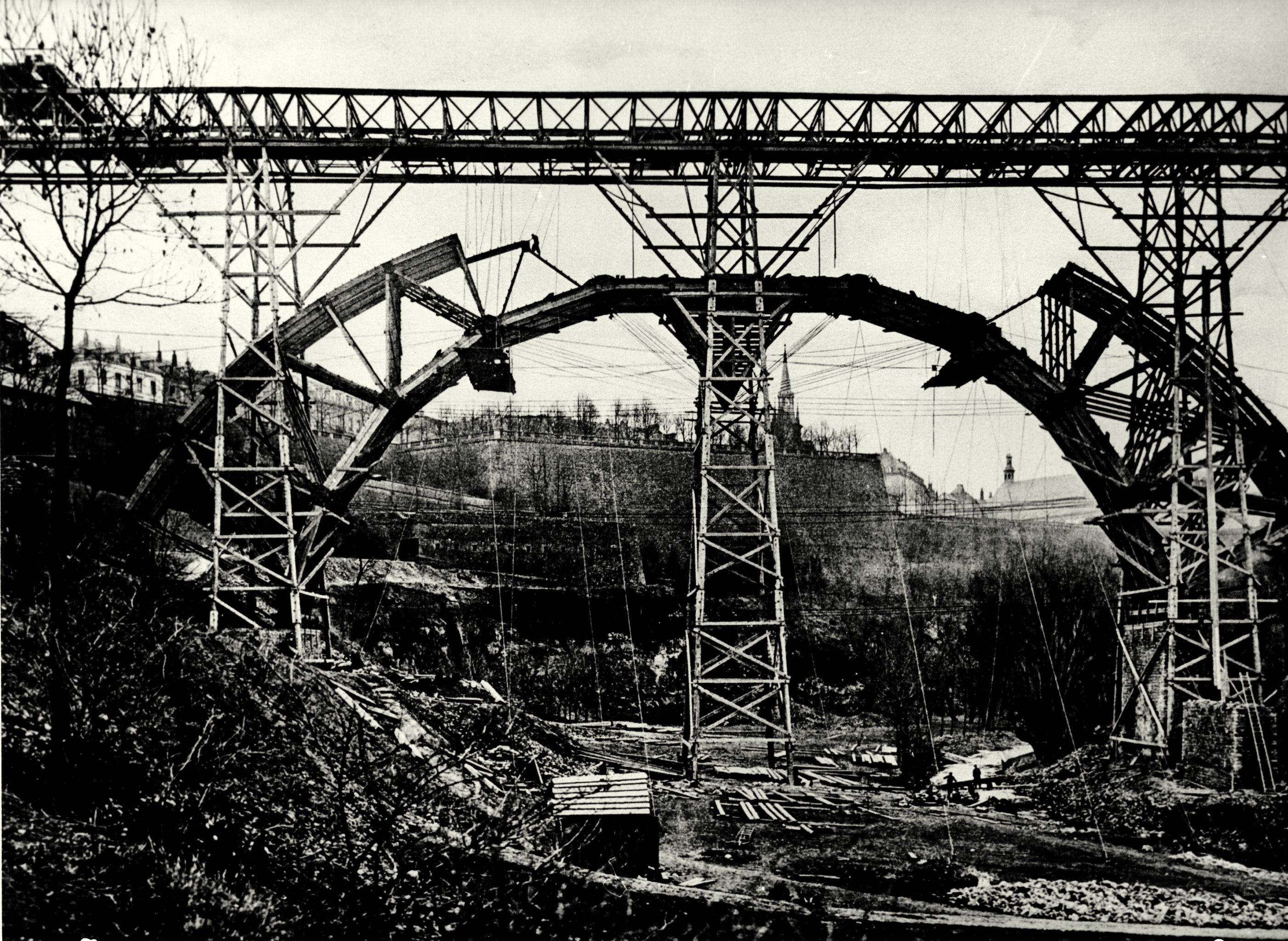
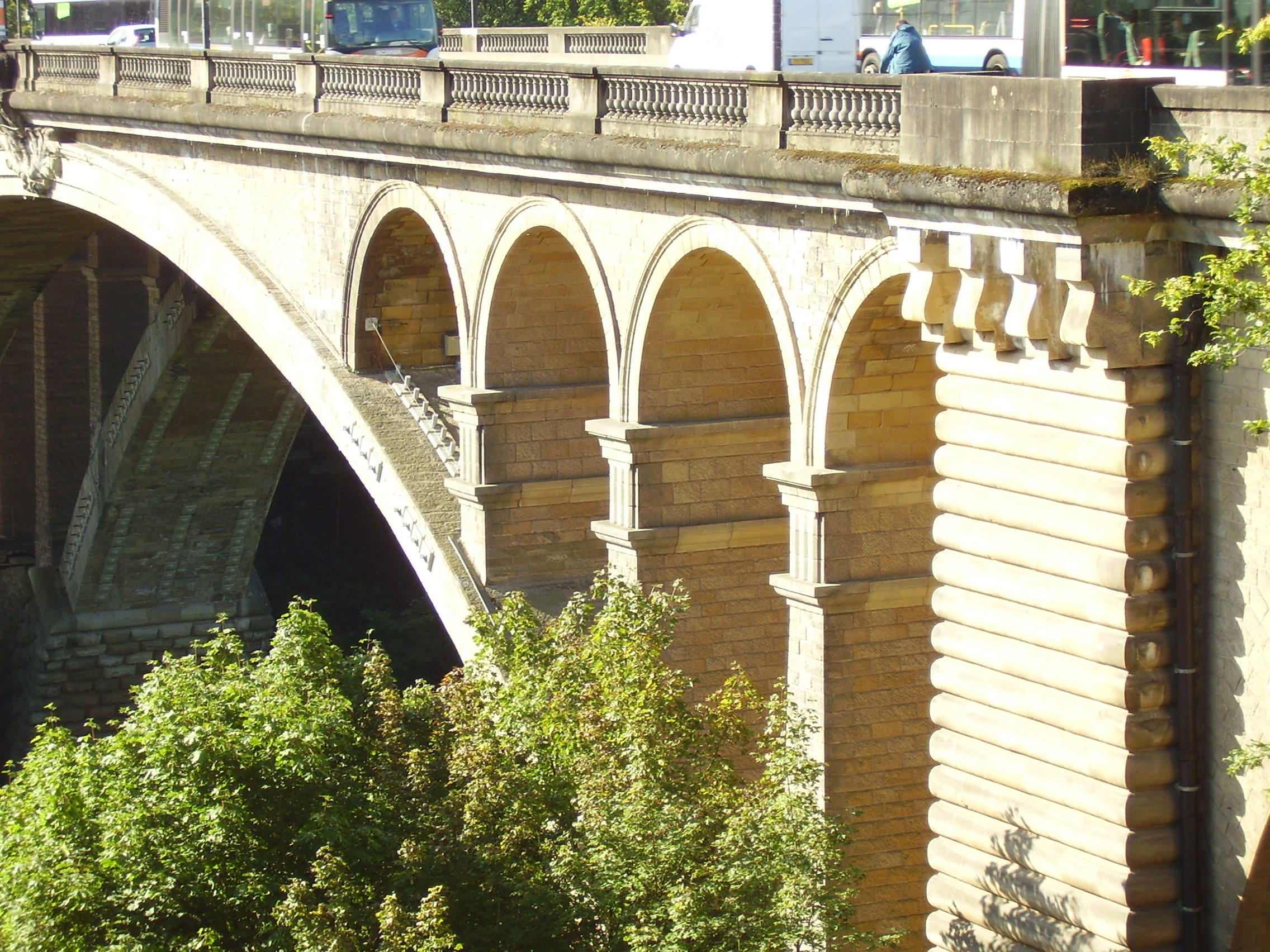
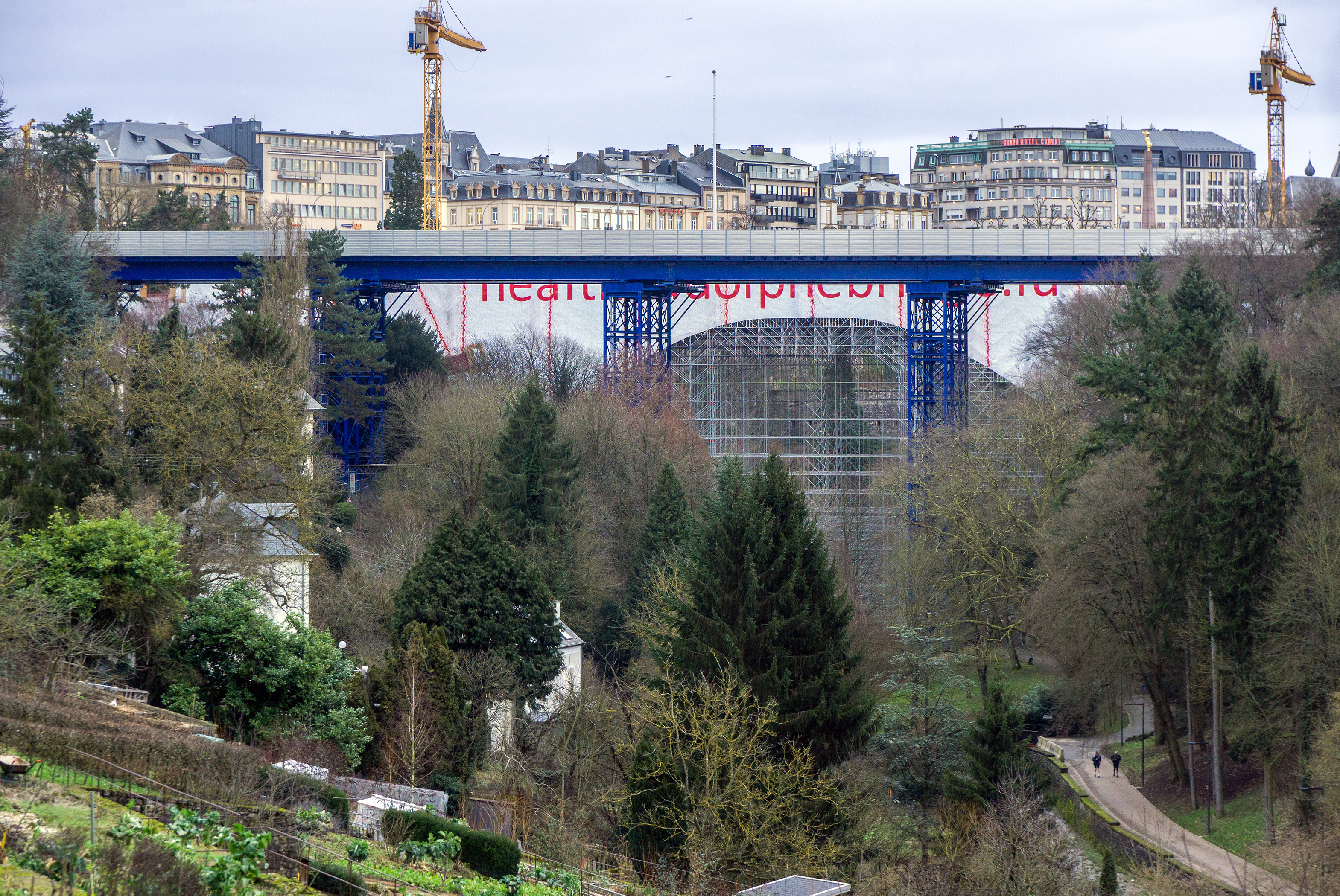